# El Torete
Ángel Fernández Franco (Nerja , Málaga, 22 de enero de 1960-Monteagudo, Murcia, 26 de febrero de 1991), más conocido como El Torete o El Trompetilla, fue un delincuente y actor español en la trilogía de Perros callejeros.

## Biografía
Su infancia la pasó en el barrio de La Mina, en San Adrián de Besós, donde a los diez años conoció a Juan José Moreno Cuenca "El Vaquilla". Sus vidas se verían unidas desde ese momento a través de la amistad, la delincuencia y el cine. Durante su adolescencia cumplió condenas mínimas por robo de coches. Tras una carrera de delincuencia, El Torete participó como actor del denominado cine quinqui, llegando a lo más alto de su carrera actoral bajo la dirección de José Antonio de la Loma. La manera en la que se conocieron fue a través de El Tío Manolo, patriarca de La Mina, al que De la Loma acudió en busca de un sustituto que pudiese interpretar a El Vaquilla en una película biográfica, ya que el verdadero no era buen actor y estaba constantemente en prisión. El Tío Manolo le presentó a El Trompetilla, apodo que por aquel entonces tenía Ángel Fernández y que el mismo De la Loma cambió por el de El Torete. Aquella película acabó siendo Perros callejeros.
En 1977, con Perros callejeros, le llegó la popularidad y fama que seguirían con la película Perros callejeros II (1979) y Los últimos golpes de El Torete (1980), y luego más tarde interpretaría al abogado de el Vaquilla en la película Yo, el Vaquilla, (1985). En las tres películas también actúa junto a su hermano Basilio Fernández Franco, muerto en 1995. 
En agosto de 1980, antes de rodar Los últimos golpes de El Torete, fue requerido para realizar el servicio militar en el Regimiento de Artillería Mixta número 32 de Melilla. Su llegada a la ciudad fue todo un acontecimiento. Allí probó suerte en el fútbol, realizando una prueba para el U. D. Melilla, llegando a jugar en el Bar Artillero. El Torete aprovecha un permiso para volver a Barcelona y casarse con Soledad García, una joven de origen murciano a la que había conocido en un bar de Hospitalet de Llobregat unos años antes.
Toda la saga fue ilustrada musicalmente por grupos de rumba, como Los Chichos, Los Chunguitos y Bordón 4. Este último grupo le dedicó un tema a Ángel Fernández Franco llamado «Al Torete».
En 1987 es detenido por la policía en Villafranca del Penedés con 50 gramos de cocaína y una pistola del calibre 32, cuando se encontraba en libertad después de haber sido detenido por un presunto tráfico de drogas.
En sus últimos años quiso rehacer su vida en Monteagudo (Murcia) y consiguió trabajo en una empresa como transportista. Allí se enteró de que tenía SIDA. Falleció a causa del sida en 1991 y está enterrado en un nicho del Cementerio de Montjuic, en Barcelona.

## Filmografía
- Perros callejeros (1977) Dir: José Antonio de la Loma
- Perros callejeros II (1979) Dir: José Antonio de la Loma
- Los últimos golpes de "El Torete" (1980) Dir: José Antonio de la Loma
- Yo, «el Vaquilla» (1985) Dir: José Antonio de la Loma Jr. y José Antonio de la Loma